# Mytholmroyd
Mytholmroyd är en ort i civil parish Hebden Royd, i distriktet Calderdale, Storbritannien. Den ligger i grevskapet West Yorkshire och riksdelen England, i den centrala delen av landet, 280 km nordväst om huvudstaden London. Mytholmroyd ligger 94 meter över havet och antalet invånare är 3 813. Mytholmroyd var en civil parish 1894–1937 när blev den en del av Hebden Royd. Civil parish hade 4 468 invånare år 1931.
Terrängen runt Mytholmroyd är huvudsakligen lite kuperad. Mytholmroyd ligger nere i en dal. Runt Mytholmroyd är det tätbefolkat, med 709 invånare per kvadratkilometer. Närmaste större samhälle är Bradford, 16,7 km öster om Mytholmroyd. Trakten runt Mytholmroyd består i huvudsak av gräsmarker.